# Franklin (Moderator)
Franklin (* 8. September 1975 in Freiburg im Breisgau; eigentlich Frank Schmidt) ist ein deutscher Fernsehmoderator.
Bereits in jungen Jahren machte sich Franklin einen Namen als Zauberkünstler. 1994 gewann er mit achtzehn Jahren – und somit als jüngster Künstler bisher – den Weltmeistertitel Grand Prix der World Championships of Magic der Fédération Internationale des Sociétés Magiques (FISM). Es folgten Auftritte im Pacifico Convention Center in Yokohama, im jordanischen Königshaus in Amman, im Tropicana Hotel in Las Vegas und im Magic Castle in Hollywood.
Im gleichen Jahr begann mit Team Disney seine Fernsehkarriere  beim Privatsender RTL. Bekannt wurde er ab 1998 als Moderator der 100.000 Mark Show bis zu deren Einstellung 2000. Von 1999 bis 2000 moderierte er auf RTL II die Show Lucky Letters.
Ab dem Jahr 2000 moderierte er seine eigene tägliche Talkshow Franklin – Deine Chance um 11 auf Sat.1, die bis Oktober 2004 ausgestrahlt wurde.
2005 kehrte Franklin mit der ARD-Zaubershow Ausgetrickst – Die unglaubliche Show zu seinen Wurzeln zurück. Er moderierte und produzierte drei TV-Events dieser Art.  Ausgetrickst war die aufwendigste Magie-Produktion, die bis dahin für das deutsche Fernsehen produziert wurde. Am 15. April 2007 präsentierte er in der ARD die Sendung Wunschzeit.
2003 gründete Schmidt die Blueprint Productions Holding GmbH sowie die Blueprint TV-Productions GmbH. Entwickelt und lizenziert wurden Fernsehformate für den internationalen Markt private sowie öffentlich-rechtliche Sender. Im Februar 2015 verkaufte Schmidt die von ihm gegründete Produktionsfirma.

## Moderationen
- 1994–1997: Team Disney (RTL)
- 1995–1997 Heart Attack (RTL II)
- 1999 Die Soap-Show (RTL)
- 1999–2000: Lucky Letters (RTL II)
- 1998–2000 Die 100.000 Mark Show (RTL)
- 2000–2004: Franklin (auch: Franklin – Deine Chance um 11, SAT.1)
- 2001: Wer heiratet den Millionär (SAT.1)
- 2001–2002: Sag Ja! – Heute heiratest du (auch: Willkommen zu Deiner Hochzeit, SAT.1)
- 2002: Post für Dich (SAT.1)
- 2005–2006: Ausgetrickst – Die unglaubliche Show (ARD)
- 2007: Wunschzeit (ARD)